# Élections législatives de 1988 à Paris
Les élections législatives françaises de 1988 se déroulent les 5 et 12 juin 1988. À Paris, vingt-et-un députés sont à élire dans le cadre de vingt-et-un circonscriptions.
La droite parlementaire remporte une nette majorité des sièges (16 sur 21) et la majorité des voix au second tour, contrairement à la tendance nationale qui voit une légère avance de la gauche. Le Front national et le Parti communiste français ne qualifient aucun de leurs candidats pour le second tour.

## Élus
| Circonscription | Député sortant        | Parti                 | Parti                 | Député élu ou réélu        | Parti | Parti     |
| --------------- | --------------------- | --------------------- | --------------------- | -------------------------- | ----- | --------- |
| 1re             | Scrutin proportionnel | Scrutin proportionnel | Scrutin proportionnel | Jacques Dominati           |       | UDF (PR)  |
| 2e              | Scrutin proportionnel | Scrutin proportionnel | Scrutin proportionnel | Jean Tiberi                |       | RPR       |
| 3e              | Scrutin proportionnel | Scrutin proportionnel | Scrutin proportionnel | Édouard Frédéric-Dupont    |       | CNIP      |
| 4e              | Scrutin proportionnel | Scrutin proportionnel | Scrutin proportionnel | Gabriel Kaspereit          |       | RPR       |
| 5e              | Scrutin proportionnel | Scrutin proportionnel | Scrutin proportionnel | Claude-Gérard Marcus       |       | RPR       |
| 6e              | Scrutin proportionnel | Scrutin proportionnel | Scrutin proportionnel | Georges Sarre              |       | PS        |
| 7e              | Scrutin proportionnel | Scrutin proportionnel | Scrutin proportionnel | Alain Devaquet             |       | RPR       |
| 8e              | Scrutin proportionnel | Scrutin proportionnel | Scrutin proportionnel | Pierre de Bénouville       |       | RPR       |
| 9e              | Scrutin proportionnel | Scrutin proportionnel | Scrutin proportionnel | Paul Quilès                |       | PS        |
| 10e             | Scrutin proportionnel | Scrutin proportionnel | Scrutin proportionnel | Jacques Toubon             |       | RPR       |
| 11e             | Scrutin proportionnel | Scrutin proportionnel | Scrutin proportionnel | Nicole Catala              |       | RPR       |
| 12e             | Scrutin proportionnel | Scrutin proportionnel | Scrutin proportionnel | Édouard Balladur           |       | RPR       |
| 13e             | Scrutin proportionnel | Scrutin proportionnel | Scrutin proportionnel | Michèle Barzach            |       | RPR       |
| 14e             | Scrutin proportionnel | Scrutin proportionnel | Scrutin proportionnel | Georges Mesmin             |       | UDF (CDS) |
| 15e             | Scrutin proportionnel | Scrutin proportionnel | Scrutin proportionnel | Gilbert Gantier            |       | UDF (PR)  |
| 16e             | Scrutin proportionnel | Scrutin proportionnel | Scrutin proportionnel | Bernard Pons               |       | RPR       |
| 17e             | Scrutin proportionnel | Scrutin proportionnel | Scrutin proportionnel | Françoise de Panafieu      |       | RPR       |
| 18e             | Scrutin proportionnel | Scrutin proportionnel | Scrutin proportionnel | Alain Juppé                |       | RPR       |
| 19e             | Scrutin proportionnel | Scrutin proportionnel | Scrutin proportionnel | Daniel Vaillant            |       | PS        |
| 20e             | Scrutin proportionnel | Scrutin proportionnel | Scrutin proportionnel | Jean-Christophe Cambadélis |       | PS        |
| 21e             | Scrutin proportionnel | Scrutin proportionnel | Scrutin proportionnel | Michel Charzat             |       | PS        |

## Positionnement des partis
L'UDF et le RPR se présentent unis sous l'étiquette « Union du Rassemblement et du Centre » tandis que les candidats du Parti socialiste se rangent sous la bannière de la « Majorité présidentielle pour la France unie », slogan de la campagne présidentielle de François Mitterrand.

## Résultats

### Résultats à l'échelle du département
| Parti                 | Parti                                       | Premier tour | Premier tour | Second tour | Second tour | Sièges |
| Parti                 | Parti                                       | Voix         | %            | Voix        | %           | Sièges |
| --------------------- | ------------------------------------------- | ------------ | ------------ | ----------- | ----------- | ------ |
|                       | Rassemblement pour la République            | 255 467      | 33,88        | 185 452     | 35,53       | 12     |
|                       | Union pour la démocratie française          | 78 703       | 10,44        | 43 028      | 8,24        | 3      |
|                       | Centre national des indépendants et paysans | 26 647       | 3,53         | 36 413      | 6,98        | 1      |
|                       | Divers droite                               | 16 092       | 2,13         | 7 565       | 1,45        | 0      |
|                       | Union du Rassemblement et du Centre         | 376 909      | 49,99        | 272 458     | 52,20       | 16     |
|                       |                                             |              |              |             |             |        |
|                       | Parti socialiste                            | 240 858      | 31,95        | 249 505     | 47,80       | 5      |
|                       | Divers gauche                               | 1 889        | 0,25         |             |             | 0      |
|                       | La France Unie                              | 242 747      | 32,20        | 249 505     | 47,80       | 5      |
|                       |                                             |              |              |             |             |        |
|                       | Front national                              | 74 451       | 9,88         |             |             | 0      |
|                       | Parti communiste français                   | 41 317       | 5,48         | 0           |             |        |
|                       | Divers écologiste                           | 8 099        | 1,07         | 0           |             |        |
|                       | Divers                                      | 4 578        | 0,61         | 0           |             |        |
|                       | Extrême gauche                              | 3 765        | 0,50         | 0           |             |        |
|                       | Extrême droite dont POE                     | 2 060        | 0,27         | 0           |             |        |
|                       |                                             |              |              |             |             |        |
| Inscrits              | Inscrits                                    | 1 247 681    | 100,00       | 826 996     | 100,00      | 21     |
| Abstentions           | Abstentions                                 | 485 730      | 38,93        | 295 541     | 35,74       |        |
| Votants               | Votants                                     | 761 951      | 61,07        | 531 455     | 64,26       |        |
| Blancs et nuls        | Blancs et nuls                              | 8 025        | 1,05         | 9 492       | 1,79        |        |
| Exprimés              | Exprimés                                    | 753 926      | 98,95        | 521 963     | 98,21       |        |
| Source : Data.gouv.fr |                                             |              |              |             |             |        |

### Résultats par circonscription

#### Première circonscription
| Candidat                                                   | Candidat                       | Parti             | Premier tour | Premier tour | Second tour | Second tour |  |
| Candidat                                                   | Candidat                       | Parti             | Voix         | %            | Voix        | %           |  |
| ---------------------------------------------------------- | ------------------------------ | ----------------- | ------------ | ------------ | ----------- | ----------- |  |
|                                                            | Jacques Dominati sortant réélu | UDF (PR) (URC)    | 17 293       | 44,34        | 21 927      | 52,74       |  |
|                                                            | Maurice Benassayag             | PS                | 14 026       | 35,97        | 19 652      | 47,26       |  |
|                                                            | Rose-Marie Éon- Bazin          | FN                | 3 327        | 8,53         |             |             |  |
|                                                            | Monique Guers                  | Divers écologiste | 2 099        | 5,38         |             |             |  |
|                                                            | Simone Goenvic                 | PCF               | 2 024        | 5,19         |             |             |  |
|                                                            | Argante Mezzarobba             | Divers droite     | 128          | 0,33         |             |             |  |
|                                                            | Christine Dimiorio             | Divers            | 99           | 0,25         |             |             |  |
|                                                            | Agnès Salez                    | Divers écologiste | 2            | 0,01         |             |             |  |
|                                                            |                                |                   |              |              |             |             |  |
| Inscrits                                                   | Inscrits                       | Inscrits          | 65 840       | 100,00       | 65 840      | 100,00      |  |
| Abstentions                                                | Abstentions                    | Abstentions       | 26 557       | 40,34        | 23 616      | 35,87       |  |
| Votants                                                    | Votants                        | Votants           | 39 283       | 59,66        | 42 224      | 64,13       |  |
| Blancs et nuls                                             | Blancs et nuls                 | Blancs et nuls    | 285          | 0,73         | 645         | 1,53        |  |
| Exprimés                                                   | Exprimés                       | Exprimés          | 38 998       | 99,27        | 41 579      | 98,47       |  |
| Source : Data.gouv.fr et Le Monde du 14 juin 1988, page 14 |                                |                   |              |              |             |             |  |

#### Deuxième circonscription
|                                  | Jean Tiberi sortant réélu       | RPR (URC)            | 22 042 | 53,52 |  |  |
|                                  | Élisabeth Gateau                | PS                   | 12 541 | 30,45 |  |  |
|                                  | Jean-Michel Rudent              | FN                   | 2 383  | 5,79  |  |  |
|                                  | Claude Reichman                 | diss. RPR            | 1 464  | 3,55  |  |  |
|                                  | Anna Fontes                     | PCF                  | 1 383  | 3,36  |  |  |
|                                  | André Dupont, dit Aguigui Mouna | Divers               | 1 261  | 3,42  |  |  |
|                                  | Christiane Gabalda              | Extrême droite (POE) | 81     | 0,20  |  |  |
|                                  |                                 |                      |        |       |  |  |
| Inscrits                         | Inscrits                        | Inscrits             | 64 453 | 100,0 |  |  |
| Abstentions                      | Abstentions                     | Abstentions          | 22 992 | 35,67 |  |  |
| Votants                          | Votants                         | Votants              | 41 461 | 64,33 |  |  |
| Blancs et nuls                   | Blancs et nuls                  | Blancs et nuls       | 276    | 0,67  |  |  |
| Exprimés                         | Exprimés                        | Exprimés             | 41 185 | 99,33 |  |  |
| Source : Le Monde du 7 juin 1988 |                                 |                      |        |       |  |  |

#### Troisième circonscription
| Candidat                                                   | Candidat                              | Parti                | Premier tour | Premier tour | Second tour | Second tour |  |
| Candidat                                                   | Candidat                              | Parti                | Voix         | %            | Voix        | %           |  |
| ---------------------------------------------------------- | ------------------------------------- | -------------------- | ------------ | ------------ | ----------- | ----------- |  |
|                                                            | Édouard Frédéric-Dupont sortant réélu | CNIP (URC)           | 14 135       | 41,57        | 18 440      | 54,27       |  |
|                                                            | Pierre Bas                            | diss. RPR            | 8 561        | 25,18        | 7 565       | 22,26       |  |
|                                                            | Gilles Lacan                          | PS                   | 7 497        | 22,05        | 7 975       | 23,47       |  |
|                                                            | Marie-Caroline Le Pen                 | FN                   | 2 793        | 8,21         |             |             |  |
|                                                            | Nicole Borvo                          | PCF                  | 810          | 2,38         |             |             |  |
|                                                            | Franca Lemaitre                       | Divers               | 75           | 0,22         |             |             |  |
|                                                            | Simone Nouvion                        | Extrême droite (POE) | 72           | 0,21         |             |             |  |
|                                                            | Pascal Pelisson                       | Divers droite        | 62           | 0,18         |             |             |  |
|                                                            | Yves Pozzo di Borgo                   | Divers droite        | 0            | 0,00         |             |             |  |
|                                                            |                                       |                      |              |              |             |             |  |
| Inscrits                                                   | Inscrits                              | Inscrits             | 55 332       | 100,00       | 55 332      | 100,00      |  |
| Abstentions                                                | Abstentions                           | Abstentions          | 20 978       | 37,91        | 20 996      | 37,95       |  |
| Votants                                                    | Votants                               | Votants              | 34 354       | 62,09        | 34 336      | 62,05       |  |
| Blancs et nuls                                             | Blancs et nuls                        | Blancs et nuls       | 349          | 1,02         | 356         | 1,04        |  |
| Exprimés                                                   | Exprimés                              | Exprimés             | 34 005       | 98,98        | 33 980      | 98,96       |  |
| Source : Data.gouv.fr et Le Monde du 14 juin 1988, page 14 |                                       |                      |              |              |             |             |  |

#### Quatrième circonscription
|                                  | Gabriel Kaspereit sortant réélu | RPR (URC)      | 21 053 | 58,45  |  |  |  |
|                                  | Vincent Golman                  | PS             | 9 599  | 26,65  |  |  |  |
|                                  | Jean-Baptiste Biaggi            | FN             | 3 899  | 10,83  |  |  |  |
|                                  | Jean Vuillermoz                 | PCF            | 1 106  | 3,07   |  |  |  |
|                                  | Christian Szigeti               | Divers         | 190    | 0,53   |  |  |  |
|                                  | Maurice Mercante                | Divers         | 170    | 0,47   |  |  |  |
|                                  |                                 |                |        |        |  |  |  |
| Inscrits                         | Inscrits                        | Inscrits       | 60 450 | 100,00 |  |  |  |
| Abstentions                      | Abstentions                     | Abstentions    | 24 074 | 39,82  |  |  |  |
| Votants                          | Votants                         | Votants        | 36 376 | 60,18  |  |  |  |
| Blancs et nuls                   | Blancs et nuls                  | Blancs et nuls | 359    | 0,99   |  |  |  |
| Exprimés                         | Exprimés                        | Exprimés       | 36 017 | 99,01  |  |  |  |
| Source : Le Monde du 7 juin 1988 |                                 |                |        |        |  |  |  |

#### Cinquième circonscription
| Candidat                                | Candidat                           | Parti          | Premier tour | Premier tour | Second tour | Second tour |  |
| Candidat                                | Candidat                           | Parti          | Voix         | %            | Voix        | %           |  |
| --------------------------------------- | ---------------------------------- | -------------- | ------------ | ------------ | ----------- | ----------- |  |
|                                         | Claude-Gérard Marcus sortant réélu | RPR (URC)      | 12 448       | 45,15        | 15 945      | 54,38       |  |
|                                         | Gilles Martinet                    | PS             | 9 618        | 34,89        | 13 374      | 45,62       |  |
|                                         | Jean-Claude Varanne                | FN             | 3 276        | 11,88        |             |             |  |
|                                         | Alain Lhostis                      | PCF            | 1 922        | 6,97         |             |             |  |
|                                         | Valéry Le Douguet                  | Divers droite  | 198          | 0,71         |             |             |  |
|                                         | Christiane Bellami                 | Divers         | 91           | 0,33         |             |             |  |
|                                         | Christine Pascaud                  | Divers droite  | 18           | 0,06         |             |             |  |
|                                         |                                    |                |              |              |             |             |  |
| Inscrits                                | Inscrits                           | Inscrits       | 48 183       | 100,00       | 48 183      | 100,00      |  |
| Abstentions                             | Abstentions                        | Abstentions    | 20 336       | 42,21        | 18 311      | 38          |  |
| Votants                                 | Votants                            | Votants        | 27 847       | 57,79        | 29 872      | 62          |  |
| Blancs et nuls                          | Blancs et nuls                     | Blancs et nuls | 277          | 0,99         | 553         | 1,85        |  |
| Exprimés                                | Exprimés                           | Exprimés       | 27 570       | 99,01        | 29 319      | 98,15       |  |
| Source : Le Monde des 7 et 14 juin 1988 |                                    |                |              |              |             |             |  |

#### Sixième circonscription
| Candidat                                | Candidat                    | Parti                 | Premier tour | Premier tour | Second tour | Second tour |  |
| Candidat                                | Candidat                    | Parti                 | Voix         | %            | Voix        | %           |  |
| --------------------------------------- | --------------------------- | --------------------- | ------------ | ------------ | ----------- | ----------- |  |
|                                         | Georges Sarre sortant réélu | PS                    | 15 106       | 43,91        | 20 719      | 55,92       |  |
|                                         | Paul Violet                 | RPR (URC)             | 11 632       | 33,81        | 16 334      | 44,08       |  |
|                                         | Jean-Marc Brissaud          | FN                    | 4 194        | 12,19        |             |             |  |
|                                         | Christiane Schwartzbard     | PCF                   | 2 518        | 7,32         |             |             |  |
|                                         | Jean-Pierre Jeannes         | Extrême gauche (PNPG) | 798          | 2,32         |             |             |  |
|                                         | Jean-Claude Brochart        | Divers                | 149          | 0,43         |             |             |  |
|                                         | Jeannine Garcia             | Extrême droite (POE)  | 3            | 0,00         |             |             |  |
|                                         |                             |                       |              |              |             |             |  |
| Inscrits                                | Inscrits                    | Inscrits              | 59 978       | 100,00       | 59 978      | 100,00      |  |
| Abstentions                             | Abstentions                 | Abstentions           | 25 041       | 41,75        | 22 126      | 36,89       |  |
| Votants                                 | Votants                     | Votants               | 34 937       | 58,25        | 37 852      | 63,11       |  |
| Blancs et nuls                          | Blancs et nuls              | Blancs et nuls        | 537          | 1,54         | 799         | 2,11        |  |
| Exprimés                                | Exprimés                    | Exprimés              | 34 400       | 98,46        | 37 053      | 97,89       |  |
| Source : Le Monde des 7 et 14 juin 1988 |                             |                       |              |              |             |             |  |

#### Septième circonscription
| Candidat                                | Candidat               | Parti                 | Premier tour | Premier tour | Second tour | Second tour |  |
| Candidat                                | Candidat               | Parti                 | Voix         | %            | Voix        | %           |  |
| --------------------------------------- | ---------------------- | --------------------- | ------------ | ------------ | ----------- | ----------- |  |
|                                         | Alain Devaquet élu     | RPR (URC)             | 15 124       | 41,58        | 19 676      | 50,78       |  |
|                                         | Patrick Bloche         | PS                    | 11 825       | 32,51        | 19 073      | 49,22       |  |
|                                         | Jean-François Touzé    | FN                    | 3 559        | 9,79         |             |             |  |
|                                         | Albert Dupuit          | PCF                   | 2 217        | 6,10         |             |             |  |
|                                         | David Assouline        | Extrême gauche (PNPG) | 1 672        | 4,60         |             |             |  |
|                                         | Anita Sole             | Divers écologiste     | 1 190        | 3,27         |             |             |  |
|                                         | Richard Abitbol        | diss. UDF             | 550          | 1,51         |             |             |  |
|                                         | Marie-José Houssard    | Divers                | 182          | 0,50         |             |             |  |
|                                         | Albanie Leblanc-Marais | Divers                | 52           | 0,14         |             |             |  |
|                                         |                        |                       |              |              |             |             |  |
| Inscrits                                | Inscrits               | Inscrits              | 60 535       | 100,00       | 60 535      | 100,00      |  |
| Abstentions                             | Abstentions            | Abstentions           | 23 842       | 39,39        | 21 074      | 34,81       |  |
| Votants                                 | Votants                | Votants               | 36 693       | 60,61        | 39 461      | 65,19       |  |
| Blancs et nuls                          | Blancs et nuls         | Blancs et nuls        | 322          | 0,88         | 712         | 1,8         |  |
| Exprimés                                | Exprimés               | Exprimés              | 36 371       | 99,12        | 38 749      | 98,2        |  |
| Source : Le Monde des 7 et 14 juin 1988 |                        |                       |              |              |             |             |  |

#### Huitième circonscription
| Candidat                                | Candidat                           | Parti          | Premier tour | Premier tour | Second tour | Second tour |  |
| Candidat                                | Candidat                           | Parti          | Voix         | %            | Voix        | %           |  |
| --------------------------------------- | ---------------------------------- | -------------- | ------------ | ------------ | ----------- | ----------- |  |
|                                         | Pierre de Bénouville sortant réélu | RPR (URC)      | 19 412       | 47,97        | 23 732      | 55,76       |  |
|                                         | Stélio Farandjis                   | PS             | 14 625       | 36,14        | 18 828      | 44,24       |  |
|                                         | Jean-François Delenda              | FN             | 3 894        | 9,62         |             |             |  |
|                                         | Roland Wlos                        | PCF            | 2 346        | 5,80         |             |             |  |
|                                         | Denise Darvey                      | Divers         | 190          | 0,47         |             |             |  |
|                                         |                                    |                |              |              |             |             |  |
| Inscrits                                | Inscrits                           | Inscrits       | 64 806       | 100,00       | 64 806      | 100,00      |  |
| Abstentions                             | Abstentions                        | Abstentions    | 23 787       | 36,7         | 21 438      | 33,08       |  |
| Votants                                 | Votants                            | Votants        | 41 019       | 63,3         | 43 368      | 66,92       |  |
| Blancs et nuls                          | Blancs et nuls                     | Blancs et nuls | 555          | 1,35         | 808         | 1,86        |  |
| Exprimés                                | Exprimés                           | Exprimés       | 40 464       | 98,65        | 42 560      | 98,14       |  |
| Source : Le Monde des 7 et 14 juin 1988 |                                    |                |              |              |             |             |  |

#### Neuvième circonscription
| Candidat       | Candidat                  | Parti          | Premier tour | Premier tour | Second tour | Second tour |  |
| Candidat       | Candidat                  | Parti          | Voix         | %            | Voix        | %           |  |
| -------------- | ------------------------- | -------------- | ------------ | ------------ | ----------- | ----------- |  |
|                | Paul Quilès sortant réélu | PS             | 14 667       | 44,31        | 19 557      | 55,48       |  |
|                | Anne-Marie Couderc        | RPR (URC)      | 12 232       | 36,95        | 15 692      | 44,52       |  |
|                | Gisèle Moreau             | PCF            | 3 487        | 10,53        |             |             |  |
|                | Soraya Djebbour           | FN             | 2 622        | 7,92         |             |             |  |
|                | Ginette Beau              | Divers         | 94           | 0,28         |             |             |  |
|                |                           |                |              |              |             |             |  |
| Inscrits       | Inscrits                  | Inscrits       | 54 155       | 100,00       | 54 155      | 100,00      |  |
| Abstentions    | Abstentions               | Abstentions    | 20 615       | 38,07        | 18 298      | 33,79       |  |
| Votants        | Votants                   | Votants        | 33 540       | 61,93        | 35 857      | 66,21       |  |
| Blancs et nuls | Blancs et nuls            | Blancs et nuls | 438          | 1,31         | 608         | 1,7         |  |
| Exprimés       | Exprimés                  | Exprimés       | 33 102       | 98,69        | 35 249      | 98,3        |  |

#### Dixième circonscription
| Candidat       | Candidat                     | Parti                | Premier tour | Premier tour | Second tour | Second tour |  |
| Candidat       | Candidat                     | Parti                | Voix         | %            | Voix        | %           |  |
| -------------- | ---------------------------- | -------------------- | ------------ | ------------ | ----------- | ----------- |  |
|                | Jacques Toubon sortant réélu | RPR (URC)            | 17 832       | 44,65        | 21 640      | 50,76       |  |
|                | Gisèle Stievenard            | PS                   | 14 829       | 37,13        | 20 991      | 49,24       |  |
|                | Charles Bourgeois            | FN                   | 2 791        | 6,99         |             |             |  |
|                | Serge Boucheny               | PCF                  | 2 620        | 6,58         |             |             |  |
|                | Jean-Claude Delarue          | Divers écologiste    | 1 394        | 3,49         |             |             |  |
|                | Muriel Deslandes             | Divers               | 314          | 0,79         |             |             |  |
|                | Marguerite Dilger            | Extrême droite (POE) | 94           | 0,24         |             |             |  |
|                | François Tigani              | Divers               | 65           | 0,16         |             |             |  |
|                |                              |                      |              |              |             |             |  |
| Inscrits       | Inscrits                     | Inscrits             | 62 547       | 100,00       | 62 548      | 100,00      |  |
| Abstentions    | Abstentions                  | Abstentions          | 22 217       | 35,52        | 19 247      | 30,77       |  |
| Votants        | Votants                      | Votants              | 40 330       | 64,48        | 43 301      | 69,23       |  |
| Blancs et nuls | Blancs et nuls               | Blancs et nuls       | 391          | 0,97         | 670         | 1,55        |  |
| Exprimés       | Exprimés                     | Exprimés             | 39 939       | 99,03        | 42 631      | 98,45       |  |

#### Onzième circonscription
|                                        | Nicole Catala élu       | RPR (URC)             | 13 189 | 36,31  | 20 188 | 51,63  |  |  |  |  |  |
|                                        | Nicole Bricq            | PS                    | 12 705 | 34,97  | 18 910 | 48,37  |  |  |  |  |  |
|                                        | Bruno de Neyrieu        | FN                    | 3 211  | 8,84   |        |        |  |  |  |  |  |
|                                        | Yves Lancien            | diss. RPR             | 2 962  | 8,15   |        |        |  |  |  |  |  |
|                                        | Rolande Perlican        | PCF                   | 2 128  | 5,86   |        |        |  |  |  |  |  |
|                                        | Hélène Apsit            | Divers écologiste     | 1 119  | 3,08   |        |        |  |  |  |  |  |
|                                        | Jacqueline Penit        | Extrême gauche (PNPG) | 634    | 1,74   |        |        |  |  |  |  |  |
|                                        | Pierre-Emmanuel Ouannou | Divers droite         | 182    | 0,50   |        |        |  |  |  |  |  |
|                                        | Paquita Ortiz           | Divers                | 147    | 0,40   |        |        |  |  |  |  |  |
|                                        | Gabrielle Lang          | Divers                | 49     | 0,13   |        |        |  |  |  |  |  |
|                                        | Érika Brisset           | Extrême droite        | 0      | 0,00   |        |        |  |  |  |  |  |
|                                        |                         |                       |        |        |        |        |  |  |  |  |  |
| Inscrits                               | Inscrits                | Inscrits              | 59 545 | 100,00 | 59 546 | 100,00 |  |  |  |  |  |
| Abstentions                            | Abstentions             | Abstentions           | 22 903 | 38,46  | 19 861 | 33,35  |  |  |  |  |  |
| Votants                                | Votants                 | Votants               | 36 642 | 61,54  | 39 685 | 66,65  |  |  |  |  |  |
| Blancs et nuls                         | Blancs et nuls          | Blancs et nuls        | 316    | 0,86   | 587    | 1,48   |  |  |  |  |  |
| Exprimés                               | Exprimés                | Exprimés              | 36 326 | 99,14  | 39 098 | 98,52  |  |  |  |  |  |
| Source : Le Monde du 7 juin 1988, p. 9 |                         |                       |        |        |        |        |  |  |  |  |  |

#### Douzième circonscription
|                                        | Édouard Balladur sortant réélu     | RPR (URC)            | 24 286 | 57,25  |  |  |  |
|                                        | Claude Fleutiaux                   | PS                   | 12 426 | 29,29  |  |  |  |
|                                        | Xavier Bayon                       | FN                   | 3 394  | 8,00   |  |  |  |
|                                        | Noëlle Mansoux                     | PCF                  | 1 427  | 3,36   |  |  |  |
|                                        | Marie-Aymée de Jouan de Kervenoael | Divers droite        | 436    | 1,03   |  |  |  |
|                                        | Olivier Roussel                    | Divers écologiste    | 272    | 0,64   |  |  |  |
|                                        | Monique Dulongrais                 | Extrême droite (POE) | 102    | 0,24   |  |  |  |
|                                        | Chantal Csordas                    | Divers               | 79     | 0,19   |  |  |  |
|                                        |                                    |                      |        |        |  |  |  |
| Inscrits                               | Inscrits                           | Inscrits             | 66 867 | 100,00 |  |  |  |
| Abstentions                            | Abstentions                        | Abstentions          | 24 015 | 35,91  |  |  |  |
| Votants                                | Votants                            | Votants              | 42 852 | 64,09  |  |  |  |
| Blancs et nuls                         | Blancs et nuls                     | Blancs et nuls       | 430    | 1      |  |  |  |
| Exprimés                               | Exprimés                           | Exprimés             | 42 422 | 99     |  |  |  |
| Source : Le Monde du 7 juin 1988, p. 9 |                                    |                      |        |        |  |  |  |

#### Treizième circonscription
|                                            | Michèle Barzach élu    | RPR (URC)            | 23 831 | 54,22  |  |  |  |
|                                            | Alain Hubert           | PS                   | 13 558 | 30,85  |  |  |  |
|                                            | Martine Lehideux       | FN                   | 3 889  | 8,84   |  |  |  |
|                                            | Roger Gauvrit          | PCF                  | 1 976  | 4,50   |  |  |  |
|                                            | Georges Panayotis (en) | Divers droite        | 450    | 1,02   |  |  |  |
|                                            | Claude Albert          | Extrême droite (POE) | 148    | 0,33   |  |  |  |
|                                            | Philippe Mercante      | Divers               | 93     | 0,21   |  |  |  |
|                                            |                        |                      |        |        |  |  |  |
| Inscrits                                   | Inscrits               | Inscrits             | 70 646 | 100,00 |  |  |  |
| Abstentions                                | Abstentions            | Abstentions          | 26 244 | 37,15  |  |  |  |
| Votants                                    | Votants                | Votants              | 44 402 | 62,85  |  |  |  |
| Blancs et nuls                             | Blancs et nuls         | Blancs et nuls       | 457    | 1,03   |  |  |  |
| Exprimés                                   | Exprimés               | Exprimés             | 43 945 | 98,97  |  |  |  |
| Source : Le Monde du 5 février 1991, p. 12 |                        |                      |        |        |  |  |  |

#### Quatorzième circonscription
|                                         | Georges Mesmin sortant réélu   | UDF (CDS) (URC)      | 23 625 | 70,78  |  |  |  |
|                                         | Monique Herold                 | PS                   | 5 404  | 16,19  |  |  |  |
|                                         | Jacques Lafay                  | FN                   | 3 619  | 10,84  |  |  |  |
|                                         | Nicole Dreyfus                 | PCF                  | 496    | 1,49   |  |  |  |
|                                         | Georges Benitah                | Divers               | 100    | 0,30   |  |  |  |
|                                         | Cyrille de Marschal de Luciane | Divers droite        | 68     | 0,20   |  |  |  |
|                                         | Marguerite Eveillard           | Extrême droite (POE) | 67     | 0,20   |  |  |  |
|                                         |                                |                      |        |        |  |  |  |
| Inscrits                                | Inscrits                       | Inscrits             | 52 989 | 100,00 |  |  |  |
| Abstentions                             | Abstentions                    | Abstentions          | 19 309 | 36,44  |  |  |  |
| Votants                                 | Votants                        | Votants              | 33 680 | 63,56  |  |  |  |
| Blancs et nuls                          | Blancs et nuls                 | Blancs et nuls       | 301    | 0,89   |  |  |  |
| Exprimés                                | Exprimés                       | Exprimés             | 33 379 | 99,11  |  |  |  |
| Source : Le Monde des 7 et 14 juin 1988 |                                |                      |        |        |  |  |  |

#### Quinzième  circonscription
|                                         | Gilbert Gantier sortant réélu | UDF (PR) (URC) | 22 099 | 75,64  |  |  |  |
|                                         | Pascal Buchet                 | PS             | 3 764  | 12,88  |  |  |  |
|                                         | Myriam Baeckeroot             | FN             | 2 929  | 10,02  |  |  |  |
|                                         | Francis Cremieux              | PCF            | 323    | 1,11   |  |  |  |
|                                         | Nicole Campion                | Divers         | 102    | 0,35   |  |  |  |
|                                         |                               |                |        |        |  |  |  |
| Inscrits                                | Inscrits                      | Inscrits       | 47 181 | 100,00 |  |  |  |
| Abstentions                             | Abstentions                   | Abstentions    | 17 760 | 37,64  |  |  |  |
| Votants                                 | Votants                       | Votants        | 29 421 | 62,36  |  |  |  |
| Blancs et nuls                          | Blancs et nuls                | Blancs et nuls | 204    | 0,69   |  |  |  |
| Exprimés                                | Exprimés                      | Exprimés       | 29 217 | 99,31  |  |  |  |
| Source : Le Monde des 7 et 14 juin 1988 |                               |                |        |        |  |  |  |

#### Seizième circonscription
|                | Bernard Pons sortant réélu | RPR (URC)            | 24 257 | 66,11  |  |  |  |
|                | Jean-Luc Gonneau           | PS                   | 7 780  | 21,20  |  |  |  |
|                | Serge Jeanneret            | FN                   | 3 547  | 9,67   |  |  |  |
|                | Danielle Espinosa          | PCF                  | 785    | 2,14   |  |  |  |
|                | François Orliac            | Divers droite        | 207    | 0,56   |  |  |  |
|                | Jean Scemama               | Extrême droite (POE) | 114    | 0,31   |  |  |  |
|                |                            |                      |        |        |  |  |  |
| Inscrits       | Inscrits                   | Inscrits             | 59 101 | 100,00 |  |  |  |
| Abstentions    | Abstentions                | Abstentions          | 21 866 | 37     |  |  |  |
| Votants        | Votants                    | Votants              | 37 235 | 63     |  |  |  |
| Blancs et nuls | Blancs et nuls             | Blancs et nuls       | 545    | 1,46   |  |  |  |
| Exprimés       | Exprimés                   | Exprimés             | 36 690 | 98,54  |  |  |  |

#### Dix-septième circonscription
| Candidat       | Candidat                   | Parti          | Premier tour | Premier tour | Second tour | Second tour |  |
| Candidat       | Candidat                   | Parti          | Voix         | %            | Voix        | %           |  |
| -------------- | -------------------------- | -------------- | ------------ | ------------ | ----------- | ----------- |  |
|                | Françoise de Panafieu élue | RPR (URC)      | 14 208       | 42,14        | 19 253      | 54,12       |  |
|                | Yvette Davant              | PS             | 11 996       | 35,58        | 16 322      | 45,88       |  |
|                | Jean-Pierre Reveau         | FN             | 4 424        | 13,12        |             |             |  |
|                | Jean-Louis Faure           | PCF            | 2 298        | 6,82         |             |             |  |
|                | Anne-Marie Dumon           | Divers droite  | 419          | 1,24         |             |             |  |
|                | Jean-François Boudet       | Divers         | 300          | 0,89         |             |             |  |
|                | Jean-Louis Soprani         | Divers         | 72           | 0,21         |             |             |  |
|                |                            |                |              |              |             |             |  |
| Inscrits       | Inscrits                   | Inscrits       | 59 412       | 100,00       | 59 412      | 100,00      |  |
| Abstentions    | Abstentions                | Abstentions    | 25 320       | 42,62        | 23 128      | 38,93       |  |
| Votants        | Votants                    | Votants        | 34 092       | 57,38        | 36 284      | 61,07       |  |
| Blancs et nuls | Blancs et nuls             | Blancs et nuls | 375          | 1,1          | 709         | 1,95        |  |
| Exprimés       | Exprimés                   | Exprimés       | 33 717       | 98,9         | 35 575      | 98,05       |  |

#### Dix-huitième circonscription
| Candidat       | Candidat                  | Parti                | Premier tour | Premier tour | Second tour | Second tour |  |
| Candidat       | Candidat                  | Parti                | Voix         | %            | Voix        | %           |  |
| -------------- | ------------------------- | -------------------- | ------------ | ------------ | ----------- | ----------- |  |
|                | Alain Juppé sortant réélu | RPR (URC)            | 15 860       | 43,77        | 20 884      | 53,70       |  |
|                | Bertrand Delanoë          | PS                   | 12 818       | 35,37        | 18 006      | 46,30       |  |
|                | Serge Martinez            | FN                   | 4 246        | 11,72        |             |             |  |
|                | Jean Wlos                 | PCF                  | 1 963        | 5,42         |             |             |  |
|                | Marie-Claude Drevet       | Extrême gauche       | 661          | 1,82         |             |             |  |
|                | Olivier Régis             | Divers droite        | 264          | 0,73         |             |             |  |
|                | Odile Thévenot            | Divers               | 235          | 0,65         |             |             |  |
|                | Sylvie Emondson           | Extrême droite (POE) | 107          | 0,29         |             |             |  |
|                | Maurice Tabuteau          | Divers               | 84           | 0,23         |             |             |  |
|                |                           |                      |              |              |             |             |  |
| Inscrits       | Inscrits                  | Inscrits             | 62 424       | 100,00       | 62 424      | 100,00      |  |
| Abstentions    | Abstentions               | Abstentions          | 25 772       | 41,29        | 22 869      | 36,63       |  |
| Votants        | Votants                   | Votants              | 36 652       | 58,71        | 39 555      | 63,37       |  |
| Blancs et nuls | Blancs et nuls            | Blancs et nuls       | 414          | 1,13         | 665         | 1,68        |  |
| Exprimés       | Exprimés                  | Exprimés             | 36 238       | 98,87        | 38 890      | 98,32       |  |

#### Dix-neuvième circonscription
| Candidat                                | Candidat                 | Parti                | Premier tour | Premier tour | Second tour | Second tour |  |
| Candidat                                | Candidat                 | Parti                | Voix         | %            | Voix        | %           |  |
| --------------------------------------- | ------------------------ | -------------------- | ------------ | ------------ | ----------- | ----------- |  |
|                                         | Daniel Vaillant élu      | PS                   | 8 070        | 32,25        | 14 634      | 54,72       |  |
|                                         | Jean-Pierre Pierre-Bloch | UDF (PSD) (URC)      | 8 061        | 32,21        | 12 108      | 45,27       |  |
|                                         | Patrice de Blignières    | FN                   | 3 371        | 13,47        |             |             |  |
|                                         | Louis Baillot            | PCF                  | 2 251        | 8,99         |             |             |  |
|                                         | Manuel Escutia           | diss. PS             | 1 889        | 7,54         |             |             |  |
|                                         | Louis Girard             | Extrême droite       | 1 028        | 4,10         |             |             |  |
|                                         | Sauveur Boukris          | Divers droite        | 228          | 0,91         |             |             |  |
|                                         | Anne-Marie Desachy       | Extrême droite (POE) | 87           | 0,34         |             |             |  |
|                                         | Pascal Jouvin            | Divers droite        | 37           | 0,14         |             |             |  |
|                                         |                          |                      |              |              |             |             |  |
| Inscrits                                | Inscrits                 | Inscrits             | 45 595       | 100,00       | 45 595      | 100,00      |  |
| Abstentions                             | Abstentions              | Abstentions          | 20 229       | 44,37        | 18 106      | 39,71       |  |
| Votants                                 | Votants                  | Votants              | 25 366       | 55,63        | 27 489      | 60,29       |  |
| Blancs et nuls                          | Blancs et nuls           | Blancs et nuls       | 344          | 1,36         | 747         | 2,72        |  |
| Exprimés                                | Exprimés                 | Exprimés             | 25 022       | 98,64        | 26 742      | 97,28       |  |
| Source : Le Monde des 7 et 14 juin 1988 |                          |                      |              |              |             |             |  |

#### Vingtième  circonscription
| Candidat                                | Candidat                       | Parti             | Premier tour | Premier tour | Second tour | Second tour |  |
| Candidat                                | Candidat                       | Parti             | Voix         | %            | Voix        | %           |  |
| --------------------------------------- | ------------------------------ | ----------------- | ------------ | ------------ | ----------- | ----------- |  |
|                                         | Jacques Féron                  | CNIP (URC)        | 12 512       | 36,15        | 17 973      | 48,43       |  |
|                                         | Jean-Christophe Cambadelis élu | PS                | 12 102       | 34,97        | 19 139      | 51,57       |  |
|                                         | Roland Gaucher                 | FN                | 4 154        | 12,00        |             |             |  |
|                                         | Paul Laurent                   | PCF               | 3 772        | 10,90        |             |             |  |
|                                         | Jean-Pierre Guerin             | Divers écologiste | 2 023        | 5,85         |             |             |  |
|                                         | Dominique Bonin                | Divers            | 46           | 0,13         |             |             |  |
|                                         |                                |                   |              |              |             |             |  |
| Inscrits                                | Inscrits                       | Inscrits          | 58 904       | 100,00       | 58 904      | 100,00      |  |
| Abstentions                             | Abstentions                    | Abstentions       | 23 917       | 40,6         | 20 969      | 35,6        |  |
| Votants                                 | Votants                        | Votants           | 34 987       | 59,4         | 37 935      | 64,4        |  |
| Blancs et nuls                          | Blancs et nuls                 | Blancs et nuls    | 378          | 1,08         | 823         | 2,17        |  |
| Exprimés                                | Exprimés                       | Exprimés          | 34 609       | 98,92        | 37 112      | 97,83       |  |
| Source : Le Monde des 7 et 14 juin 1988 |                                |                   |              |              |             |             |  |

#### Vingt-et-unième circonscription
| Candidat                                | Candidat                     | Parti                | Premier tour | Premier tour | Second tour | Second tour |  |
| Candidat                                | Candidat                     | Parti                | Voix         | %            | Voix        | %           |  |
| --------------------------------------- | ---------------------------- | -------------------- | ------------ | ------------ | ----------- | ----------- |  |
|                                         | Michel Charzat sortant réélu | PS                   | 15 902       | 39,44        | 22 325      | 51,40       |  |
|                                         | Didier Bariani               | UDF (Rad) (URC)      | 15 686       | 38,91        | 21 101      | 48,59       |  |
|                                         | Raymond Fraisse              | FN                   | 4 929        | 12,22        |             |             |  |
|                                         | Henri Malberg                | PCF                  | 3 465        | 8,59         |             |             |  |
|                                         | Monique Costa                | Divers               | 171          | 0,42         |             |             |  |
|                                         | Robert Lesourt               | Extrême droite (POE) | 157          | 0,38         |             |             |  |
|                                         |                              |                      |              |              |             |             |  |
| Inscrits                                | Inscrits                     | Inscrits             | 68 738       | 100,00       | 68 738      | 100,00      |  |
| Abstentions                             | Abstentions                  | Abstentions          | 27 956       | 40,67        | 24 502      | 35,65       |  |
| Votants                                 | Votants                      | Votants              | 40 782       | 59,33        | 44 236      | 64,35       |  |
| Blancs et nuls                          | Blancs et nuls               | Blancs et nuls       | 472          | 1,16         | 810         | 1,83        |  |
| Exprimés                                | Exprimés                     | Exprimés             | 40 310       | 98,84        | 43 426      | 98,17       |  |
| Source : Le Monde des 7 et 14 juin 1988 |                              |                      |              |              |             |             |  |